# Stans Hill
Stans Hill is een ongeveer 260 m hoge heuvel in het noorden van het Canadese eiland Newfoundland. Hij maakt deel uit van de Long Range en bevindt zich aan de oostzijde van het Great Northern Peninsula, op zo'n 9 km ten noordwesten van Englee. 
Stans Hill ligt nabij de oevers van de Chimney Bay, niet ver van de overgang van die zeearm in de Canada Bay. Hij vormt tezamen met de noordelijkere Cloud Hills en de westelijkere Jack Reeves Backbone een erg rotsachtig en bergachtig landschap dat de westzijde van de voornoemde baaien kenmerkt.